# Verdugt
Verdugt is een chemiebedrijf in Tiel, dat sinds 2013 bekendstaat onder de naam: Niacet. Het bedrijf is gevestigd aan Papesteeg 91 te Tiel.

## Geschiedenis
Het bedrijf werd opgericht door een Russische immigrant in het begin van de 20e eeuw. Naar verluidt moest deze immigrant door de politie in de gaten worden gehouden. Het bedrijf kwam voort uit een azijnfabriek en een fabriek waar mandflessen werden vervaardigd.
Het bedrijf bevond zich aan de rand van de toenmalige gemeente Tiel, aan de grens met Wadenoijen. Er werden hier bestrijdingsmiddelen voor de landbouw vervaardigd. Toen deze gemeente in 1978 bij Tiel werd gevoegd, werd een woonwijk gebouwd in de directe omgeving van de fabriek.

## Milieuproblematiek
In 1976 bleek een strook bomen tussen de fabriek en de woonwijk Tiel-West ineens te zijn ontbladerd. De fabriek sloeg aanvankelijk geen alarm. Het bleek dat bij onderhoudswerk een klep verkeerd was gemonteerd, waardoor het landbouwgif Jebo-loofdood de wijk in was geblazen. De organisaties Ons Medisch Centrum (van de SP) en de Milieuwerkgroep Tiel voerden actie en deden onderzoek onder de naam: Milieu Actie Comité Verdugt Tiel. Het bleek daarbij dat op Verdugt een verouderde Hinderwetvergunning van toepassing was, die de activiteiten van 1976 niet dekte. Buurtbewoners drongen aan op sluiting van het bedrijf, wat financieel onhaalbaar bleek, maar ook verzet bij de werknemers van het bedrijf losmaakte. Uiteindelijk bleef Verdugt bestaan, maar het moderniseerde wel, hoewel ook nadien nog incidenten voorkwamen.
Verdugt, dat eigendom was van Internatio Alchemij werd uiteindelijk verkocht aan BP. De vervoersmaatschappij van Verdugt werd verzelfstandigd en ging verder als groothandel en transporteur van chemicaliën. Dit bedrijf werkte slordig en dat leidde tot aanzienlijke bodemverontreiniging. Uiteindelijk is het, wegens niet voldoen aan de Hinderwetvergunning, gesloten.

## Vanaf 2005
Het eigenlijke chemiebedrijf veranderde totaal van karakter en werd in 2005 onderdeel van het Finse concern Kemira. De naam Verdugt verdween en de naam Kemira ChemSolutions kwam ervoor in de plaats.
Ook het productiepakket veranderde. Er worden organische zuren en zouten vervaardigd, welke dienen als additieven voor de voedsel-, diervoedings, en farmaceutische industrie. Ook zouten voor de gladheidsbestrijding van wegen worden er vervaardigd.
Het bedrijf is per 1 februari 2013 overgenomen door Niacet en draagt sindsdien die naam. 